# أندريس موريلو
أندريس موريلو (بالإسبانية: Andrés Murillo)‏ (4 يناير 1996 - ) هو لاعب كرة قدم كولومبي في مركز الدفاع. لعب مع سانتوس لاغونا.

## وصلات خارجية
- أندريس موريلو على موقع قاعدة بيانات كرة القدم.إي يو (الإنجليزية)
- أندريس موريلو على موقع Soccerway.com (الإنجليزية)
- أندريس موريلو على موقع AS.com (الإسبانية)